# Álvaro Morata
Álvaro Borja Morata Martín (* 23. říjen 1992 Madrid, Španělsko) je španělský fotbalový útočník, který od roku 2025 hraje za italský Como 1907, kam jej poslal na hostování italský Milán. Také hraje za španělskou fotbalovou reprezentaci, se kterou vyhrál ME 2024.
Svoji kariéru začal v Realu Madrid, kde debutoval na konci roku 2010. Po vítězství v Lize mistrů UEFA 2013/14, přestoupil za 20 miliónů eur v roce 2014 do italského Juventusu, kde vyhrál dvakrát italský double, za výhru v Serii A a Coppa Italia, v obou jeho sezónách strávených v Turíně. Poté se vrátil zpátky do Realu Madrid, který za něj zaplatil 30 miliónů eur. V sezóně 2016/17 získali trofej jak v domácí La Lize, tak v Lize mistrů. V roce 2017 přestoupil do londýnské Chelsea za 60 miliónů eur (rekordní částka klubu). V lednu 2019 odešel na hostování do Atlética Madrid, do kterého přestoupil na trvalo 1. července 2020. Ihned po přestupu však odešel na hostování zpátky do turínského Juventusu.
Morata nastoupil do 34 zápasů v mládežnických týmech Španělska, přispěl k vítězství na Mistrovství Evropy do 19 let v roce 2011 a na Mistrovství Evropy do 21 let v roce 2013. V seniorské reprezentaci debutoval v 2014, byl součástí týmu na Euru 2016.

## Přestupy
- z Real Madrid do Juventus za 20 000 000 Euro
- z Juventus do Real Madrid za 30 000 000 Euro
- z Real Madrid do Chelsea za 66 000 000 Euro
- z Chelsea do Atlético Madrid za 18 000 000 Euro (hostování)
- z Chelsea do Atlético Madrid za 35 000 000 Euro
- z Atlético Madrid do Juventus za 20 000 000 Euro (hostování)
- z Atlético Madrid do Milán za 13 000 000 Euro
- z AC Milán do Galatasaray za 6 000 000 Euro (hostování)
- z AC Milán do Como 1907 za 15 000 000 Euro (hostování)

## Kariéra

### Klubová

#### Real Madrid
Morata začínal v mládežnických týmech Atlética Madrid a Getafe. V roce 2008 však podepsal smlouvu s Realem Madrid, a jako junior působil v Realu Madrid C. V červenci 2010, po úspěšné sezóně v týmu do 19 let, kde získal dva tituly v mládežnické lize a vstřelil 34 gólů, byl povýšen do Castilly, rezervního týmu Realu. Později téhož měsíce vzal trenér A-týmu José Mourinho Moratu a čtyři jeho spoluhráče na předsezónní turnaje do Spojených států.

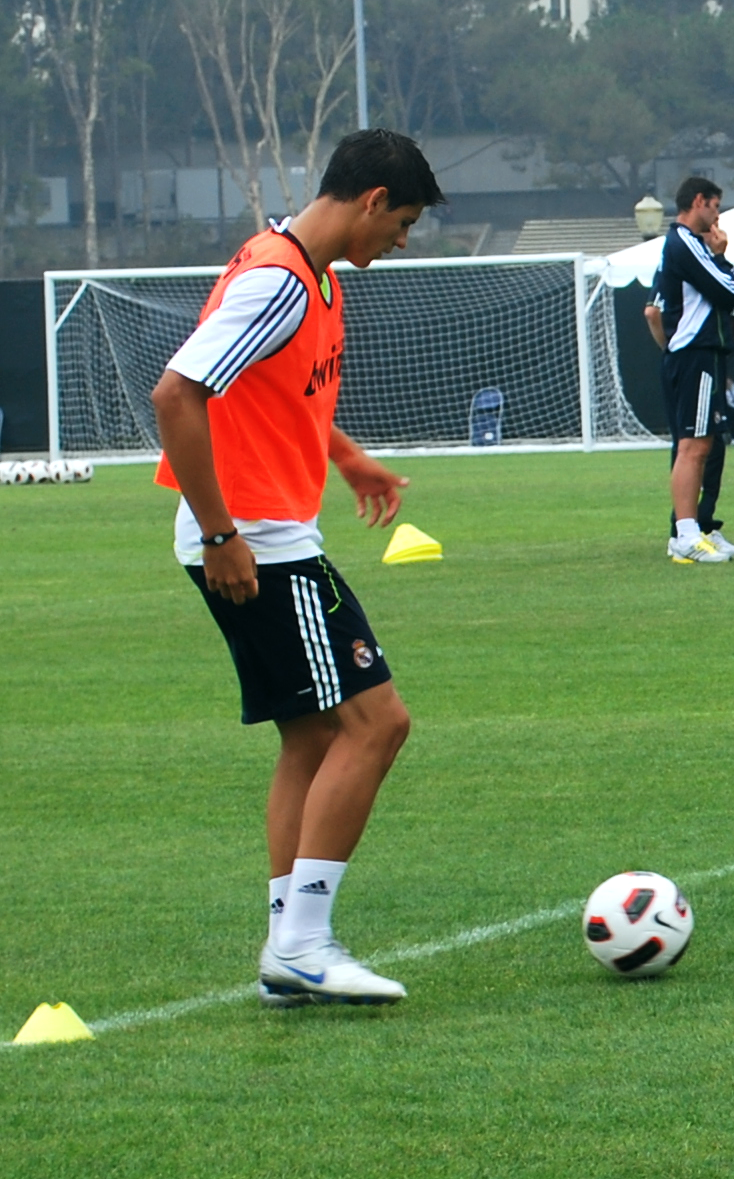
Morata trénující s Realem Madrid (2010)

Dne 15. srpna 2010, debutoval v Castille v přátelském utkání s Alcorcónem, vstřelil jediný gól zápasu. Jeho debut v Segunda División B přišel 29. srpna při vítězství 3:2 nad Coruxo FC, a svůj první soutěžní gól vstřelil v zápase proti Alcalé dne 31. října.
12. prosince 2010 Morata debutoval v prvním týmu, když nahradil Ángela Di Maríu v 88. minutě zápasu La Ligy proti Realu Zaragoza. O deset dní později se poprvé objevil v Copa del Rey a v posledních několika minutách opět nastoupil z lavičky. V lednu 2011, po zranění Gonzala Higuaína, španělská média očekávala, že jej právě Morata nahradí v hlavním týmu. Mourinho to však odmítl s tím, že „Morata ještě není připraven na základní sestavu. Trénuje s námi, ale musí se dál učit s Castillou.“ V tomto období vstřelil Morata pět branek ve čtyřech zápasech za B-tým, zatímco jako náhrada za Higuaína přišel Emmanuel Adebayor.
13. února 2011, vstřelil svůj první hattrick ve své kariéře, při vítězství 7:1 nad Deportivem Fabril. Svou první sezónu mezi muži ukončil se 14 ligovými góly – byl nejlepším střelcem v týmu spolu s Joseluem – ale Castilla i přesto neodkázala postupit do play-off.

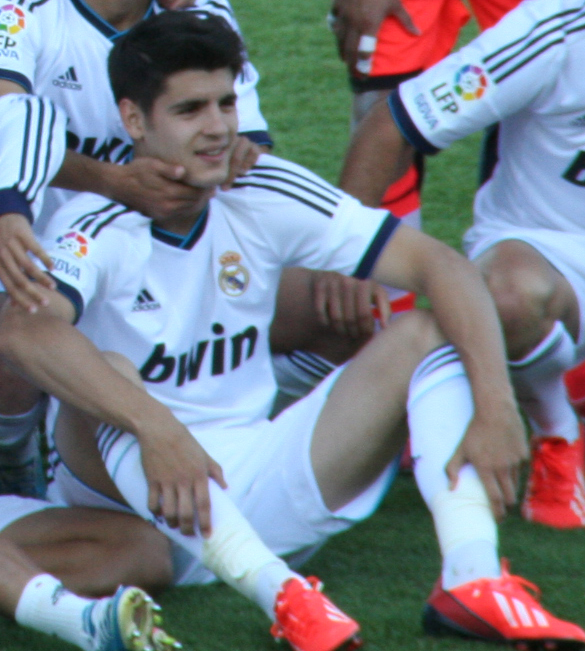
Morata oslavující výhru v Puskás Cupu s Castillou (2013)

Morata vstřelil svůj první soutěžní gól v prvním tymu 11. listopadu 2012, když nastoupil v 83. minutě a vstřelil vítězný gól již po 60 sekundách na hřišti při výhře 2:1 nad Levante. V základní sestavě se poprvé objevil proti Rayu Vallecano 17. února následujícího roku, už ve třetí minutě otevřel skóre, ale kvůli vyloučení Sergia Ramose po necelé půlhodině byl vystřídán Raúlem Albiolem, zápas skončil vítězstvím 2:0.
2. března 2013, odehrál celých 90 minut El Clásica proti Barceloně, asistoval Karimu Benzemovi u první branky utkání, které Real vyhrál 2:1. V následující sezóně se stal řádným členem týmu pod novým trenérem Carlem Ancelottim, ale během lednového přestupového období vyjádřil touhu hrát více.
18. března 2014, vstřelil svůj první gól v Lize mistrů UEFA, a to při vítězství 3:1 nad Schalke 04 na Santiago Bernabéu v osmifinále soutěže. 17. května, v posledním ligovém zápase sezóny, vstřelil dva góly proti Espanyolu, které pomohly Realu k domácímu vítězství 3:1; sezónu ukončil s osmi góly v soutěži. Nastoupil i při vítězství klubu ve finále Ligy mistrů UEFA proti Atléticu Madrid, odehrál posledních deset minut základní hrací doby a celé prodloužení po vystřídání Benzemy.

#### Juventus

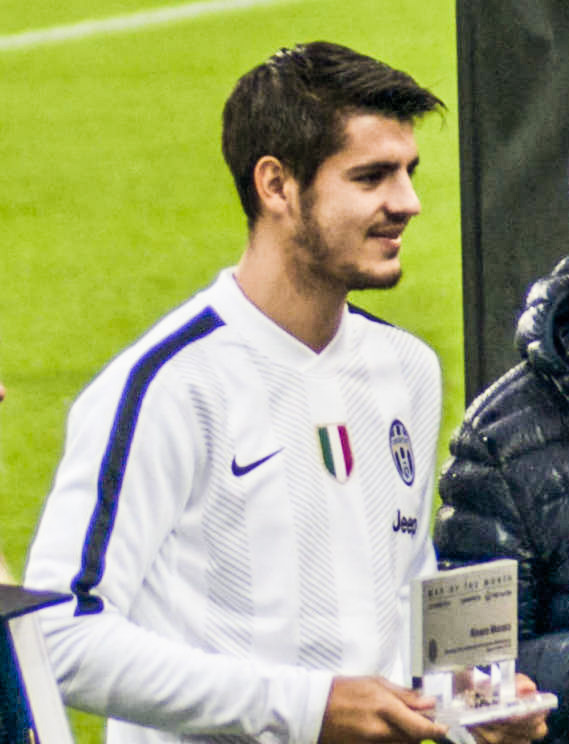
Morata v dresu Juventusu (2014)

19. července 2014 Juventus oznámil příchod Moraty, za poplatek okolo 20 milionů eur, který podepsal pětiletou smlouvu, součástí byla i zpětná klausule pro Real Madrid, s možností budoucího odkupu. V Serii A debutoval 13. září, když vystřídal Fernanda Llorenteho na poslední minutu domácího vítězství 2:0 proti Udinese; o dva týdny později znovu nastoupil na místo svého krajana a vstřelil svůj první gól ve svém novém klubu, když vyhráli 3:0 v Atalantě.
5. října 2014 při domácím vítězství 3:2 proti AS Řím nastoupil Morata jako náhradník a po půlhodině pobytu na hřišti byl vyloučen za faul na Kostase Manolase. 9. listopadu skóroval dvakrát při domácí demolici Parmy 7:0, přičemž další dva přidal Llorente – kterého Morata v 71. minutě nahradil. Morata nastoupil na posledních deset minut Supercoppa Italiana proti Neapoli v katarském Dauhá 22. prosince a skóroval v penaltovém rozstřelu, který však Juventus prohrál 5:6.
28. ledna 2015, odehrál posledních 13 minut čtvrtfinále Coppa Italia proti Parmě a vstřelil jediný gól zápasu na Stadio Ennio Tardini. Následující měsíc, v domácím utkání proti Borussii Dortmund v osmifinále Ligy mistrů, vstřelil v 43. minutě vítězný gól prvního zápasu; v odvetném zápase se taky střelecky prosadil a pomohl Juventusu k vítězství 3:0 na Westfalenstadion.
7. dubna 2015, byl Morata vyloučen za faul na Alessandro Diamanti v zápsae proti Fiorentině v semifinále Coppa Italia, díky čemuž později chyběl ve finále. O týden později zařídil penaltu v prvním čtvrtfinálovém zápase Ligy mistrů proti Monaku, kterou přeměnil Arturo Vidal při domácím vítězství 1:0. V prvním zápase semifinále proti Realu Madrid otevřel v osmé minutě skóre, a pomohl tak k vítězství 2:1, a zopakoval tento čin v odvetném zápase; při obou příležitostech neslavil skórování proti svému bývalému klubu. 6. června, ve finále proti Barceloně v Berlíně, vyrovnal skóre na 1:1 na začátku druhé poloviny utkání, zápas však skončil 1:3 v neprospěch italského celku.
30. září skóroval v zápase skupinové fáze Ligy mistrů proti Seville, což byl jeho pátý gól v 5 zápasech v soutěži, čímž vyrovnal rekord Alessandra Del Piera. 24. listopadu byl nominován do Tým roku UEFA.
Dne 10. prosince 2015 podepsal Morata prodloužení smlouvy do roku 2020. 20. března 2016 v Derby della Mole proti rivalům z Turín FC dvakrát skóroval při vítězství 4:1. 21. května ve 20. minutě prodloužení vstřelil vítězný gól ve finále Coppa Italia 1:0 proti AC Milán na římském stadionu Olimpico.

#### Návrat do Realu Madrid
21. června 2016 využil Real Madrid klauzuli o zpětném odkupu Moraty z Juventusu za 30 milionů eur. Jeho první soutěžní zápas proběhl 9. srpna, když začal vítězstvím 3:2 nad Sevillou v Superpoháru UEFA. Po 62 minutách ho nahradil Benzema. Jeho první gól vstřelil 27. srpna při domácí výhře 2:1 nad Celtou.
Dne 5. dubna 2017 Morata profitoval z rotací v základní sestavě trenéra Zinedina Zidana a třikrát skóroval při výhře 4:2 proti Leganés, čímž udržel náskok svého tým v boji o titul dva body před Barcelonou se zápasem k dobru. I když drtivou většinu sezóny strávil jako náhradník za Benzemou, vstřelil 15 ligových branek a pomohl tak klubu stát se ligovým šampionem poprvé za pět let. Přidal ještě další tři góly v devíti zápasech Ligy mistrů UEFA, kterou Real Madrid vyhrál druhý rok po sobě.

#### Chelsea

##### Sezóna 2017/18

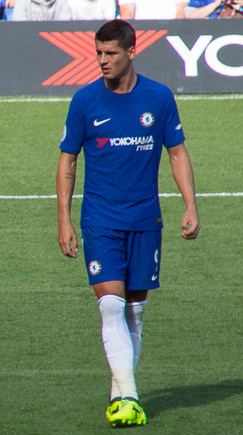
Morata hrající za Chelsea (2017)

19. července 2017 londýnská Chelsea oznámila, že se dohodla s Realem Madrid na přestupu Moraty, za údajný klubový rekordní poplatek ve výši přibližně 60 milionů liber. 21. července úspěšně prošel lékařskou prohlídkou a oficiálně se stal hráčem Chelsea.
Morata debutoval v utkání Community Shieldu 2017 proti Arsenalu, kde nastoupil jako náhradník v 74. minutě; jeho tým prohrál na penalty po remíze 1:1 v základní hrací době, přičemž Morata v rozstřelu penaltu neproměnil. 12. srpna 2017 skóroval a poskytl asistenci Davidu Luizovi při jeho prvním vystoupení v Premier League, porážce 2:3 doma s Burnley však nezabránil. 23. září vstřelil svůj první hattrick za Chelsea při výhře 4:0 proti Stoke City; díky tomu se stal 17. hráčem Chelsea, který zaznamenal hattrick v Premier League.
5. listopadu 2017 vstřelil jediný gól zápasu proti Manchesteru United, který trénoval jeho bývalý kouč Mourinho. 26. prosince dal svoji desátou ligovou branku v sezóně a pomohl tak Chelsea k vítězství 2:0 nad Brightonem na Stamford Bridge.
17. ledna 2018, byl Morata vyloučen pro simulování a následný nesouhlas s rozhodčím, ve třetím kole odvetného zápasu FA Cupu proti Norwichi. Svůj první ročník zakončil s 15 góly ve všech soutěžích a Blues skončili na pátém místě v ligové tabulce.

##### Sezóna 2018/19
Morata svůj první gól v druhé sezóně vstřelil 18. srpna 2018 při domácím vítězství 3:2 proti Arsenalu. 4. října si připsal vítězný gól při výhře 1:0 nad MOL Vidi ve skupinové fázi Evropské ligy UEFA. O měsíc později dvakrát skóroval v zápase proti Crystal Palace.

#### Atlético Madrid

##### Sezóna 2018/19

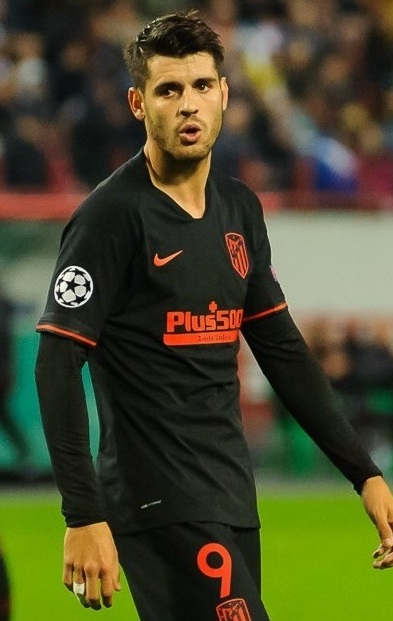
Morata hrající za Atlético Madrid (2019)

27. ledna 2019 se Morata po 12 letech vrátil do Atlética Madrid, do klubu přišel na 18měsíční hostování. V lize debutoval 3. února, při prohře 0:1 proti Realu Betis. První gól vstřelil 24. února při domácím vítězství 2:0 nad Villarrealem.
6. července 2019 potvrdilo Atlético Madrid trvalý přestup Moraty z Chelsea; do klubu se měl oficiálně připojit 1. července 2020, a to za poplatek kolem 58 milionů liber.

##### Sezóna 2019/20
18. srpna 2019 vstřelil Morata jediný gól výhry v La Lize proti Getafe. 1. října 2019 Morata odehrál své 300. profesionální utkání, asistencí při úvodním gólu zápasu proti Lokomotivu Moskva pomohl k výhře 2:0 . 22. října vstřelil svůj první gól v Lize mistrů za Atlético, když proměnil centr Renana Lodiho na jediný gól zápasu proti německému Bayeru Leverkusen. Díky tomu se stal prvním hráčem, který v Lize mistrů skóroval za Real Madrid i Atlético. 11. března 2020, v osmifinále Lize mistrů proti obhájcům titulu, Liverpoolu, nastoupil jako náhradník v prodloužení a vstřelil poslední gól zápasu při výhře 3:2, čímž zajistil postup svého týmu do čtvrtfinále soutěže.

#### Návrat do Juventusu

##### Sezóna 2020/21
Morata se vrátil do Juventusu 22. září 2020 na roční hostování v hodnotě 10 milionů eur s opcí na nákup za 45 milionů eur. Juventus si rovněž vyhrazuje právo prodloužení hostování o další rok za dalších 10 milionů eur; v tomto případě se opce na nákup sníží na hodnotu 35 milionů eur. Poprvé nastoupil v klubu od svého návratu 27. září při remíze 2:2 proti AS Řím v Serii A. Svůj první gól za klub od svého návratu vstřelil 17. října, při remíze 1:1 proti Crotone. Dne 20. října 2020 Morata dvakrát skóroval, čímž zajistil Juventusu výhru 2:0 v zápase skupinové fáze Ligy mistrů UEFA proti Dynamu Kyjev. V následujícím zápase této milionářské soutěže zažil bizarní situaci, kdy proti Barceloně dal 3 góly, ale ani jeden mu nebyl uznán kvůli offsidu.

### Reprezentační

#### Mládežnické
Morata byl nominován do španělského týmu U17 na Mistrovství světa hráčů do 17 let 2009 v Nigérii, kde odehrál 4 zápasy a vstřelil 2 góly. Španělsko skončilo na šampionátu na třetím místě, když v zápase o bronz porazilo Kolumbii 1:0.
Objevil se i v reprezentačním výběru do 19 let na Mistrovství Evropy hráčů do 19 let 2011 v Rumunsku, kde se se 6 vstřelenými góly stal nejlepším střelcem turnaje a pomohl Španělsku ke zlaté medaili (Španělé ve finále zdolali výběr České republiky 3:2 po prodloužení).
V červnu 2013 se poprvé objevil ve španělské reprezentační „jedenadvacítce“. Byl nominován na Mistrovství Evropy hráčů do 21 let. Svými dvěma góly ke konci zápasů (navíc vždy jako střídající hráč) zařídil shodná vítězství 1:0 nad Ruskem (6. června) a Německem (9. června). Díky tomu Španělsko postoupilo do semifinále již po dvou kolech (vliv měl i výsledek ze druhého zápasu). Morata se tak skvěle uvedl v týmu. Jeho gólová potence tímto neskončila, ve třetím zápase proti Nizozemsku (šlo o první místo ve skupině) vstřelil úvodní gól a Španělsko vyhrálo 3:0, stejný výsledek se zrodil i v semifinálovém střetnutí proti Norsku, ke kterému také přispěl jednou brankou. Držel si tak vynikající průměr jednoho gólu na zápas, ze čtyř zápasů si připsal 4 góly. S tímto počtem nastřílených branek se stal nejlepším střelcem šampionátu. Po finále 18. června proti Itálii mohl s týmem slavit zisk titulu, Španělsko vyhrálo 4:2 a obhajilo titul z roku 2011.

#### A-mužstvo
V A-mužstvu Španělska přezdívaném La Furia Roja debutoval 15. 11. 2014 v Huelvě v kvalifikačním zápase proti reprezentaci Běloruska (výhra 3:0).
Trenér Vicente del Bosque jej nominoval na EURO 2016 ve Francii, kde byli Španělé vyřazeni v osmifinále Itálií po porážce 0:2. Morata nastoupil ve všech 4 zápasech svého týmu na šampionátu.
Během jubilejního 50. zápasu v národním mužstvu vstřelil jediný gól domácího střetnutí se Švédskem dne 14. listopadu 2021 a definitivně rozhodl o kvalifikaci Španělska na Mistrovství světa 2022 v Kataru.

## Statistika

### Klubová
| Sezóna                         | Klub                           | Liga                           | Liga   | Liga | Domácí poháry | Domácí poháry | Domácí poháry | Kontinentální poháry | Kontinentální poháry | Kontinentální poháry | Celkem | Celkem |
| Sezóna                         | Klub                           | Soutěž                         | Zápasy | Góly | Soutěž        | Zápasy        | Góly          | Soutěž               | Zápasy               | Góly                 | Zápasy | Góly   |
| ------------------------------ | ------------------------------ | ------------------------------ | ------ | ---- | ------------- | ------------- | ------------- | -------------------- | -------------------- | -------------------- | ------ | ------ |
| 2010/11                        | Real Madrid Castilla           | 3. liga                        | 26+2   | 14+1 | -             | 0             | 0             | -                    | 0                    | 0                    | 28     | 15     |
| 2011/12                        | Real Madrid Castilla           | 3. liga                        | 33+4   | 15+3 | -             | 0             | 0             | -                    | 0                    | 0                    | 37     | 18     |
| 2012/13                        | Real Madrid Castilla           | Segunda División               | 18     | 12   | -             | 0             | 0             | -                    | 0                    | 0                    | 18     | 12     |
| Celkem za Real Madrid Castilla | Celkem za Real Madrid Castilla | Celkem za Real Madrid Castilla | 83     | 45   | -             | 0             | 0             | -                    | 0                    | 0                    | 83     | 45     |
| 2010/11                        | Real Madrid                    | Primera División               | 1      | 0    | ŠP            | 1             | 0             | LM                   | 0                    | 0                    | 2      | 0      |
| 2011/12                        | Real Madrid                    | Primera División               | 1      | 0    | ŠP+ŠS         | 0+0           | 0             | LM                   | 0                    | 0                    | 1      | 0      |
| 2012/13                        | Real Madrid                    | Primera División               | 12     | 2    | ŠP+ŠS         | 2+0           | 0             | LM                   | 1                    | 0                    | 15     | 2      |
| 2013/14                        | Real Madrid                    | Primera División               | 23     | 8    | ŠP            | 6             | 0             | LM                   | 5                    | 1                    | 34     | 9      |
| 2014/15                        | Juventus                       | Serie A                        | 29     | 8    | IP+IS         | 4+1           | 2+0           | LM                   | 12                   | 5                    | 46     | 15     |
| 2015/16                        | Juventus                       | Serie A                        | 34     | 7    | IP+IS         | 5+0           | 3             | LM                   | 8                    | 2                    | 47     | 12     |
| 2016/17                        | Real Madrid                    | Primera División               | 26     | 16   | ŠP            | 5             | 2             | LM+ES+MSk            | 9+1+2                | 3+0+0                | 43     | 20     |
| Celkem za Real Madrid          | Celkem za Real Madrid          | Celkem za Real Madrid          | 63     | 25   | -             | 14            | 2             | -                    | 18                   | 4                    | 95     | 31     |
| 2017/18                        | Chelsea                        | Premier League                 | 31     | 11   | AP+ALP+AS     | 6+3+1         | 2+1+0         | LM                   | 7                    | 1                    | 48     | 15     |
| 2018/19                        | Chelsea                        | Premier League                 | 16     | 5    | AP+ALP+AS     | 1+2+1         | 2+0+0         | EL                   | 4                    | 2                    | 24     | 9      |
| Celkem za Chelsea              | Celkem za Chelsea              | Celkem za Chelsea              | 47     | 16   | -             | 17            | 5             | -                    | 11                   | 3                    | 72     | 24     |
| 2019                           | Atlético Madrid                | Primera División               | 15     | 6    | -             | 0             | 0             | LM                   | 2                    | 0                    | 17     | 6      |
| 2019/20                        | Atlético Madrid                | Primera División               | 34     | 12   | ŠP+ŠS         | 0+2           | 1             | LM                   | 8                    | 3                    | 44     | 16     |
| 2020/21                        | Juventus                       | Serie A                        | 32     | 11   | IP+IS         | 3+1           | 2+1           | LM                   | 8                    | 6                    | 44     | 20     |
| 2021/22                        | Juventus                       | Serie A                        | 35     | 9    | IP+IS         | 5+1           | 1+0           | LM                   | 7                    | 2                    | 48     | 12     |
| Celkem za Juventus             | Celkem za Juventus             | Celkem za Juventus             | 130    | 35   | -             | 20            | 9             | -                    | 35                   | 15                   | 185    | 59     |
| 2022/23                        | Atlético Madrid                | Primera División               | 36     | 13   | ŠP            | 4             | 2             | LM                   | 6                    | 0                    | 46     | 15     |
| 2023/24                        | Atlético Madrid                | Primera División               | 32     | 15   | ŠP+ŠS         | 5+1           | 1+0           | LM                   | 10                   | 5                    | 48     | 21     |
| Celkem za Atlético             | Celkem za Atlético             | Celkem za Atlético             | 117    | 46   | -             | 12            | 4             | -                    | 26                   | 8                    | 155    | 58     |
| 2024/25                        | Milán                          | Serie A                        | 16     | 5    | IP+IS         | 0+2           | 0             | LM                   | 7                    | 1                    | 25     | 6      |
| 2025                           | Galatasaray                    | Süper Lig                      | 12     | 6    | TP            | 3             | 1             | EL                   | 1                    | 0                    | 16     | 7      |
| Celkově                        | Celkově                        | Celkově                        | 468    | 178  | -             | 66            | 21            | -                    | 98                   | 31                   | 631    | 230    |

### Reprezentační

#### Statistika na velkých turnajích
| Reprezentace | Rok     | Zápasy               | Zápasy  | Zápasy     | Zápasy           | Zápasy           | Zápasy            |
| Reprezentace | Rok     | Fáze turnaje         | Datum   | Soupeř     | Odehraných minut | Vstřelené branky | Výsledek          |
| ------------ | ------- | -------------------- | ------- | ---------- | ---------------- | ---------------- | ----------------- |
| Španělsko    | ME 2016 | 1 zápas ve skupině D | 13. 6.  | Česko      | 62               | 0                | 1:0               |
| Španělsko    | ME 2016 | 2 zápas ve skupině D | 17. 6.  | Turecko    | 90               | 2                | 3:0               |
| Španělsko    | ME 2016 | 3 zápas ve skupině D | 21. 6.  | Chorvatsko | 67               | 1                | 1:2               |
| Španělsko    | ME 2016 | Osmifinále           | 27. 6.  | Itálie     | 70               | 0                | 0:2               |
| Španělsko    | ME 2020 | 1 zápas ve skupině E | 14. 6.  | Švédsko    | 66               | 0                | 0:0               |
| Španělsko    | ME 2020 | 2 zápas ve skupině E | 19. 6.  | Polsko     | 87               | 1                | 1:1               |
| Španělsko    | ME 2020 | 3 zápas ve skupině E | 23. 6.  | Slovensko  | 66               | 0                | 5:0               |
| Španělsko    | ME 2020 | Osmifinále           | 28. 6.  | Chorvatsko | 120              | 1                | 5:3 v prodl.      |
| Španělsko    | ME 2020 | Čtvrtfinále          | 2. 7.   | Švýcarsko  | 54               | 0                | 1:1 (3:1 na pen.) |
| Španělsko    | ME 2020 | Semifinále           | 6. 7.   | Itálie     | 58               | 1                | 1:1 (2:4 na pen.) |
| Španělsko    | MS 2022 | 1 zápas ve skupině E | 23. 11. | Kostarika  | 33               | 1                | 7:0               |
| Španělsko    | MS 2022 | 2 zápas ve skupině E | 27. 11. | Německo    | 36               | 1                | 1:1               |
| Španělsko    | MS 2022 | 3 zápas ve skupině E | 1. 12.  | Japonsko   | 57               | 1                | 1:2               |
| Španělsko    | MS 2022 | Osmifinále           | 7. 12.  | Maroko     | 57               | 0                | 0:0 (0:3 na pen.) |
| Španělsko    | ME 2024 | 1 zápas ve skupině B | 15. 6.  | Chorvatsko | 67               | 1                | 3:0               |
| Španělsko    | ME 2024 | 2 zápas ve skupině B | 20. 6.  | Itálie     | 78               | 0                | 1:0               |
| Španělsko    | ME 2024 | 3 zápas ve skupině B | 24. 6.  | Albánie    | 18               | 0                | 1:0               |
| Španělsko    | ME 2024 | Osmifinále           | 30. 6.  | Gruzie     | 66               | 0                | 4:1               |
| Španělsko    | ME 2024 | Čtvrtfinále          | 5. 7.   | Německo    | 80               | 0                | 2:1 v prodl.)     |
| Španělsko    | ME 2024 | Semifinále           | 9. 7.   | Francie    | 76               | 0                | 2:1               |
| Španělsko    | ME 2024 | Finále               | 14. 7.  | Anglie     | 68               | 0                | 2:1               |

## Úspěchy

### Klubové

#### Národní
- vítěz španělské ligy (2x)

Real Madrid: 2011/12, 2016/17
- vítěz italské ligy (2x)

Juventus: 2014/15, 2015/16
- vítěz turecké ligy (1x)

Galatasaray: 2024/25
- vítěz španělského poháru (2x)

Real Madrid: 2010/11, 2013/14
- vítěz italského poháru (3x)

Juventus: 2014/15, 2015/16, 2020/21
- vítěz anglického poháru (1x)

Chelsea: 2017/18
- vítěz tureckého poháru (1x)

Galatasaray: 2024/25
- vítěz španělského superpoháru (1x)

Real Madrid: 2012
- vítěz italského superpoháru (3x)

Juventus: 2015, 2020

Milán: 2024

#### Kontinentální
- vítěz Ligy mistrů UEFA (2x)

Real Madrid: 2013/14, 2016/17
- vítěz Superpoháru UEFA (1x)

Real Madrid: 2016
- vítěz MS klubů (1x)

Real Madrid: 2016

### Reprezentační
- 1× na MS (2022)
- 3× na ME (2016, 2020 – bronz, 2024 – zlato)
- 1× na ME U21 (2013 – zlato)
- 1× na LN UEFA (2022/23 – zlato)

### Individuální
- All Stars team LM 2014/15
- All Stars team ME U21 2013
- Nejlepší střelec na ME U21 (2013 (4 branky)
- Nejlepší střelec na ME U19 (2011 (6 branek)